# Svätopluk (opéra)
Pour les articles homonymes, voir Svatopluk.
Svätopluk est un opéra slovaque d'Eugen Suchoň sous-titré Drame musical en trois actes. Le livret d'Eugen Suchoň, Ivan Stodola (sk) et Jela Krčméry-Vrteľová est basé librement sur le drame d'Ivan Stodola (sk) Le Roi Svätopluk.

## Personnages
| Personnage                       | Tessiture |
| -------------------------------- | --------- |
| Le Roi Svätopluk                 | basse     |
| Mojmír II, son fils              | baryton   |
| Svätopluk, le jeune, son 2e fils | ténor     |
| Predslav, son 3e fils            | ténor     |
| Dragomír, chef du château        | baryton   |
| Ľutomíra, princesse de Pannonie  | soprano   |
| Záboj, jongleur et copiste       | ténor     |
| Blagota, esclave païen           | alto      |
| Milena, sa fille                 | soprano   |
| Žrec, prêtre païen               | basse     |

## Sources
1. ↑  Texte original de la pièce Kráľ Svätopluk d'Ivan Stodola

- (sk) Cet article est partiellement ou en totalité issu de l’article de Wikipédia en slovaque intitulé « Svätopluk (opera) » (voir la liste des auteurs).